# Kontinuitetsligningen
Kontinuitetsligningen beskriver flowet af en mængde ind og ud af et område og siger, at ændringen i mængden skal være lig med flowet. Dvs. at den gælder for fysiske størrelser, der ikke kan opstå eller blive nedbrudt. Den er derfor essentiel til at beskrive flow af masse for fluider som gasser og væsker.

## Udledning
For at udlede kontinuitetsligningen betragtes et generelt område med volumenet {\displaystyle V}, der indeholder massen {\displaystyle m}. Området er afgrænset af overfladen {\displaystyle S} og ud af hvert overfladeelement {\displaystyle \mathrm {d} {\vec {S}}} flyder masse med hastigheden {\displaystyle {\vec {v}}}. Hvis massen har densiteten {\displaystyle \rho }, er raten, hvormed masse flyder ud pr. overfladeareal givet ved strømningstætheden {\displaystyle {\vec {J}}}:
{\displaystyle {\vec {J}}=\rho {\vec {v}}}
Raten af masse ud af overfladeelementet {\displaystyle \mathrm {d} {\vec {S}}} er derfor {\displaystyle {\vec {J}}\cdot \mathrm {d} {\vec {S}}}. Den samlede masseændring pga. hele overfladen findes derfor ved at integrere:
{\displaystyle {\frac {\partial m}{\partial t}}=-\oint _{S}{\vec {J}}\cdot \mathrm {d} {\vec {S}}=-\oint _{S}\rho {\vec {v}}\cdot \mathrm {d} {\vec {S}}}
Det negative fortegn skyldes, at massen forlader volumenet. Siden massedensitet står på højre side, kan massen også skrives om til densiteten integreret over volumenet:
{\displaystyle m=\int _{V}\rho \mathrm {d} V}
For at lave højresiden om til et volumenintegral, bruges divergens-teoremet:
{\displaystyle \oint _{S}\rho {\vec {v}}\cdot \mathrm {d} {\vec {S}}=\int _{V}\nabla \cdot (\rho {\vec {v}})\mathrm {d} V}
Disse to nye volumenintegraler indsættes, og ligningen omarrangeres:
{\displaystyle {\begin{aligned}{\frac {\partial }{\partial t}}\left(\int _{V}\rho \mathrm {d} V\right)&=-\int _{V}\nabla \cdot (\rho {\vec {v}})\mathrm {d} V\\\int _{V}{\frac {\partial \rho }{\partial t}}\mathrm {d} V+\int _{V}\nabla \cdot (\rho {\vec {v}})\mathrm {d} V&=0\\\int _{V}\left({\frac {\partial \rho }{\partial t}}+\nabla \cdot (\rho {\vec {v}})\right)\mathrm {d} V&=0\end{aligned}}}
For at integralet skal kunne give 0 for alle volumener, skal integranden også være 0:
{\displaystyle {\frac {\partial \rho }{\partial t}}+\nabla \cdot (\rho {\vec {v}})=0}
Ligningen siger, at ændringen i densitet i hvert volumenelement skal opvejes af flowet ind og ud af det volumenelement. Hvis ligningen ikke giver nul, bliver der dannet eller destrueret masse.

## Simpelt tilfælde
Hvis masse kun flyder i retningen {\displaystyle x} forsimpler ligningen til 
{\displaystyle {\frac {\partial \rho }{\partial t}}+{\frac {\partial }{\partial x}}(\rho v)=0}
Hvis densitet og hastighed yderligere er uafhængige af positionen, giver den afledte med hensyn til {\displaystyle x} blot 0:
{\displaystyle {\frac {\partial \rho }{\partial t}}=0}
I dette tilfælde flyder lige meget masse ind og ud af området, og den samlede masse inde i volumenet er derfor konstant. Der hersker altså dynamisk ligevægt.
Det samme er tilfældet, hvis massen ikke flyder overhovedet ({\displaystyle v=0}), hvilket i så fald er en statisk ligevægt.